# Fundación para la Innovación Agraria
La Fundación para la Innovación Agraria (FIA) es una agencia pública chilena, dependiente del Ministerio de Agricultura. Tiene como misión contribuir a la solución eficiente de desafíos estratégicos del sector silvoagropecuario nacional y/o de la cadena agroalimentaria asociada, por medio del fomento, articulación y difusión tecnológica de procesos de innovación orientados al desarrollo sustentable.
La Fundación está encabezada por su Directora Ejecutiva; Francine Brossard Leiva.

## Historia

### Creación y primeros años
El 15 de diciembre de 1981 el Ministerio de Justicia crea el Fondo de Investigación Agropecuaria (FIA), con el objetivo de promocionar y fomentar la investigación agrícola, pecuaria, forestal y acuícola a través del financiamiento total o parcial de proyectos de investigación; para promover la transformación de la agricultura y de la economía rural. Así, sobre la base jurídica inicial de este fondo, el Ministerio de Agricultura concibió una institucionalidad que apoyara la innovación agraria en Chile.
Luego de una modificación a sus estatutos que recogió los cambios que ya se venían impulsando, se otorgó a la FIA la denominación de Fundación para la Innovación Agraria (pasando a ocupar el mismo acrónimo), publicada en el Diario Oficial de la República el 16 de noviembre de 1996.
Los primeros años, estuvieron dedicados al trabajo de colaboración respecto a la reconversión de los campos, la producción de carne, el desarrollo de la fruticultura y apoyo a la conformación de consorcios agrícolas.

### Desarrollo
En su trayectoria, FIA ha promovido la difusión de información referente a la innovación en el sector, tanto generada por la Fundación, como por otros actores del ecosistema innovador. Destaca la creación de la plataforma OPIA, primer observatorio de innovación agraria de Latinoamérica para incentivar la innovación y establecer redes de personas que compartan y aporten sus conocimientos.
A partir del 2018 la institución comenzó un proceso de modernización institucional, que buscó orientar la misión como institución para conducir de mejor modo las acciones hacia la ciudadanía; y se implementó una nueva estructura de gestión territorial que representara a la institución en las regiones. A través de un diseño de macrozonas, se promueve una gestión desde y para los territorios, vinculándose con las necesidades de innovación de la pequeña y mediana agricultura.

## Visión y Misión
La FIA es una institución reconocida en el Sistema Nacional de Innovación que fomenta y articula procesos de innovación en el sector silvoagropecuario nacional y/o en la cadena agroalimentaria asociada.
La FIA además, tiene como  misión contribuir a la solución eficiente de desafíos estratégicos del sector silvoagropecuario nacional y/o de la cadena agroalimentaria asociada, por medio del fomento, articulación y difusión tecnológica de procesos de innovación orientados al desarrollo sustentable.

### Desafíos Estratégicos[6]
1. Adaptación al cambio climático y eficiencia hídrica
2. Desarrollo de mercados innovadores
3. Innovar en procesos

### Ejes Transversales[6]
1. La empresa y los trabajadores como el centro de la innovación.
2. La sustentabilidad es clave en todo nuestro quehacer.
3. Todos los proyectos deben tender hacia el desarrollo y adopción efectiva de las innovaciones.

### Programas Estratégicos de Innovación[7]
- Programa AgroCoopInnova
- Programa Juventud Rural Innovadora
- Programa de Adopción de Innovaciones
- Programa Mujer AgroInnovadora

## Organización

### Organigrama
El organigrama de la FIA es el siguiente:
- Consejo Directivo
  - Dirección Ejecutiva
    - Asesoría de Dirección
    - Área de Comunicaciones
    - Auditoría Interna

  - Unidad de Programas y Proyectos (UDP)
    - Ejecutivos/as de Innovación Agraria
    - Área de Operaciones
    - Área de Adopción de Innovaciones

  - Unidad de Planificación y Gestión Estratégica (UPG)
    - Planificación Estratégica y Área de Datos
    - Área Gestión de Licitaciones y Convocatorias

  - Unidad de Formación y Vinculación (UFV)
    - Área de Desarrollo de Capacidades
    - Área de Vinculación para Innovar

  - Unidad de Inteligencia, Información e Informática (U3I)
    - Área Plataformas de Información y Vigilancia Estratégica
    - Área de Informática

  - Unidad de Desarrollo Territorial (UDT)
    - Representantes Regionales
    - Área Diseño de Instrumentos de Innovación

  - Unidad de Administración y Finanzas (UAF)
    - Área de Control de Gestión
    - Área de Contabilidad
    - Área Servicios Generales y Adquisiciones

  - Unidad de Personas (UPER)
    - Área de Personas

  - Unidad Jurídica (UJR)

### Representantes Regionales
Los representantes macrozonales tienen el rol de ser embajadores de la FIA en el territorio; coordinar y dar seguimiento a las distintas iniciativas y convocatorias, promoviéndolas y participando directamente en su desarrollo. Son los encargados de canalizar los distintos requerimientos específicos de innovación agraria, desde sus territorios; y son un participante activo en las instancias de articulación y coordinación a nivel sectorial y de innovación en las regiones de:
- Arica y Parinacota – Tarapacá – Antofagasta

Oficina en Iquique a cargo de: Felipe Olivares Viñales
- Atacama – Coquimbo

Oficina en La Serena a cargo de:  Wanda García Olivares
- Valparaíso – Metropolitana

Oficina en Santiago a cargo de: Andrés Gálmez Commentz
- O’higgins

Oficina en Rancagua a cargo de: Adriana Bastías Barrientos
- Maule

Oficina en Talca a cargo de: Robert Giovanetti Machuca 
- Ñuble – Biobío

Oficina en Chillán a cargo de: Encargado Jaime Ramírez Rosas
- La Araucanía

Oficina en Temuco a cargo de: Encargado Marcos Rebolledo Burgos
- Los Ríos - Los Lagos

Oficina en Puerto Montt a cargo de: Patricio Cantos Oyarzún
- Aysén

Oficina en Coyhaique a cargo de: Deysi Rubilar Velásquez
- Magallanes

Oficina en Punta Arenas a cargo de: Víctor Vargas Vidal 